# 던킨 브랜드
던킨 브랜드 그룹 주식회사(Dunkin' Brands Group, Inc.)는 미국의 패스트 푸드 체인점 브랜드 자회사를 둔 그룹이다. 던킨 도너츠, 배스킨라빈스, 미스터도넛이 이 그룹에 속해 있다.
한국에서는 SPC그룹 자회사인 비알코리아에서 운영하고 있다.
2020년 인스파이어 브랜드에 매각되었다.

## 같이 보기
- 던킨 도너츠
- 배스킨라빈스
- 미스터도넛